# Гладунко, Рита Ивановна
Ри́та Ива́новна Гладунко́ (наст. имя Маргарита; 29 апреля 1929 года, Умань — 17 мая 1996 года, Москва) — советская и российская актриса театра и кино, заслуженная артистка РСФСР (1980).

## Начало
Маргарита Ивановна Гладунко родилась в 1929 году в Умани, на Украине. В двадцать лет состоялся её дебют в театре.

## Карьера актрисы
Карьера актрисы началась для Риты в 1949 году на сцене провинциального Бердичевского драматического театра. Через два года перешла работать в драматический театр Тернополя. Затем переехала в Белоруссию, выступала в Минском драмтеатре им. М.Горького в 1953—1954 годах. С 1955 по 1960 год была актрисой Белорусского академического театра имени Янки Купалы.
В 1956 году состоялся её дебют в кино. Сергей Сплошнов и Иосиф Шульман пригласили Маргариту Гладунко на «Беларусьфильм» для съёмок в фильме «Зелёные огни», действие которого разворачивается на одном из железнодорожных узлов Белоруссии. Сплошнов дал ей роль и в следующем своём фильме «Наши соседи», повествующем о жизни одной коммунальной квартиры. Но по-настоящему знаменитой Рита Гладунко стала после выхода военного фильма «Часы остановились в полночь», основанного на реальных фактах. Она сыграла роль молоденькой разведчицы, благодаря которой партизаны казнили наместника Гитлера в Белоруссии фон Кауница (в реальной жизни — гауляйтер Белоруссии Вильгельм Кубе). На Всесоюзном кинофестивале Гладунко стала лауреатом номинации «Первый приз за женскую роль» за роль Марины Казанич.
1960 год ознаменовался для актрисы главной ролью в драме «Весенние грозы». Вместе с Надиром Малишевским они сыграли супругов, разлучённых войной. Считая Ольгу погибшей, Виктор женился снова. Она же была в фашистском плену, и вот — вернулась. Он думал, что счастлив с новой женой, но вот — вновь увидел первую любовь.
Потом были роли в фильмах «Гулящая» (реж. Иван Кавалеридзе), по мотивам романа Панаса Мирного, «Радость моя», снимавшемся на киностудии им. А. П. Довженко в Киеве, «Город — одна улица», где Рита снялась с Виктором Авдюшко и много других.
Всего Рита Гладунко снялась более чем в 30 фильмах.
Похоронена на Николо-Архангельском кладбище Москвы (участок № 2б).
Актёр Борис Токарев женат на её дочери Людмиле.

## Фильмография
- 1956 — Посеяли девушки лён — колхозница (нет в титрах)
- 1956 — Зелёные огни — Дуся
- 1957 — Наши соседи
- 1958 — Часы остановились в полночь — Марина Казанич
- 1960 — Весенние грозы — Ольга
- 1961 — Гулящая — Марина
- 1961 — Радость моя
- 1963 — Город — одна улица — Лиля
- 1964 — Пока фронт в обороне
- 1965 — Заговор послов — Елена Николаевна
- 1965 — Тридцать три — Фрося
- 1966 — Я родом из детства — Зинаида Тарасевич
- 1966 — Прощай — Нина
- 1967 — Первый курьер
- 1967 — Маленький беглец
- 1968 — Дневные звёзды
- 1968 — Любовь Серафима Фролова — Клава
- 1969 — Время счастливых находок
- 1971 — Выстрел на границе — Вера Сергеевна
- 1971 — Седьмое небо — Анна Ивановна Коноплева
- 1973 — Райские яблочки — проститутка
- 1974 — Контрабанда — работница цеха платиновых деталей
- 1974 — Ещё не вечер — Тамара Шевякова
- 1975 — Строговы — Василиса
- 1975 — На ясный огонь — эпизод
- 1975 — Утро — мадам Шарпантье (короткометражный)
- 1976 — Длинное, длинное дело… — официантка
- 1978 — Подозрительный
- 1979 — Я буду ждать... — Наталья Константиновна
- 1980 — Огарёва, 6 —  директор ресторана
- 1983 — Серафим Полубес и другие жители земли
- 1986 — Без срока давности
- 1987 — Где находится нофелет?
- 1988 — Пусть я умру, Господи…
- 1990 — Франка — жена Хама — Марцелла
- 1992 — Назад в СССР — бабушка
- 1992 — Луна Парк

## Награды и звания
- Лауреат Всесоюзного кинофестиваля 1959 года в номинации «Первый приз за женскую роль» за роль Марины Казанич в фильме «Часы остановились в полночь»/
- Звание Заслуженной артистки РСФСР (1980)